# Bolsward
Bolsward (fryz. Boalsert) gmina i jedno z 11 miast we Fryzji w północnej Holandii. Ludność wynosi prawie 10.000. Od 2011 roku należy do gminy Súdwest Fryslân, wcześniej miasto było samodzielną gminą.

## Historia
Pierwsze wzmianki o jego założeniu pochodzą już z VII wieku, w średniowieczu miasto znane jako bogate centrum włókiennicze. Na uwagę zasługuje bogato zdobiony ratusz z 1613 roku, oraz kościół św. Marcina z początków XV wieku, na którego wyposażenie składa się między innymi kamienna chrzcielnica z ok. 1000 r.